# Miles V de Noyers
Miles V de Noyers ou Milon V de Noyers, né entre 1150 et 1155 et mort avant 1186, est seigneur de Noyers à la fin du XIIe siècle. Il est le fils de Miles IV de Noyers, seigneur de Noyers, et d'Odeline de Chappes.

## Biographie
Il est le fils aîné de Miles IV de Noyers, seigneur de Noyers, et de son épouse Odeline de Chappes. Il devient à son tour seigneur de Noyers à la mort de son père entre 1181 et 1184,.
Deux de ses frères puînés Clarembaud de Noyers et Guy de Noyers font une carrière militaire et participeront à la troisième croisade, tandis qu'un autre jeune frère Hugues de Noyers fait une carrière ecclésiastique et devient évêque d'Auxerre en 1183.
En 1186, son frère Clarembaud donne une propriété au prieuré de Jully en faveur de son anniversaire, preuve que Miles IV est déjà mort à cette date. Ce même Clarembaud  lui succède à la tête de la seigneurie de Noyers.

## Mariage et enfants
Miles V de Noyers meurt sans avoir contracté d'union ni avoir eu de postérité connue.